# Eberhard zu Erbach-Erbach (1818–1884)

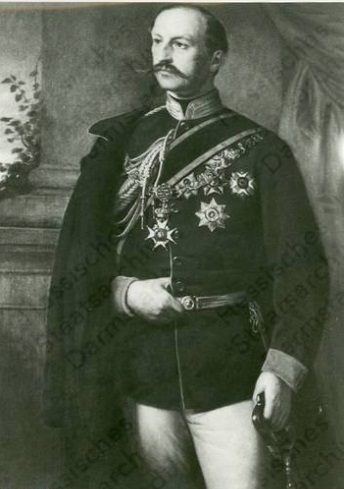
Graf Eberhard XV. zu Erbach-Erbach und von Wartenberg-Roth

Franz Eberhard (XV.) Graf zu Erbach-Erbach und von Wartenberg-Roth, Herr zu Breuberg, Wildenstein, Steinbach, Curl und Ostermannshofen (* 27. November 1818 in Erbach (Odenwald); † 8. Juni 1884 ebenda) war ein deutscher Standesherr aus dem Haus Erbach-Erbach.

## Familie
Eberhard zu Erbach-Erbach war der Sohn des Standesherren Carl zu Erbach-Erbach (1782–1832) und dessen Ehefrau Anna Sophie geborene Gräfin zu Erbach-Fürstenau. Er war evangelischer Konfession und heiratete am 2. November 1843 in Michelstadt Klothilde Adele Sophie Ferdinande Emma Gräfin zu Erbach-Erbach (1826–1871), die Tochter des Albrecht Graf zu Erbach-Fürstenau (1787–1851) und der Emilie, Gräfin zu Erbach-Fürstenau, geborene Prinzessin zu Hohenlohe-Neuenstein-Ingelfingen, Tochter des Fürsten Friedrich Ludwig.
Am 1. April 1880 heiratete er in Bessungen (heute Darmstadt) in morganatischer Ehe Maria Wilhelmine Luck (* 28. Juni 1843 in Oberau bei Meißen; † 26. Juli 1934 in Michelstadt), Tochter eines aus Erbach stammenden Kunstgärtners. Sie erhielt vor der Hochzeit offiziell den Familiennamen „Lichtenberg“ ohne Adelsprädikat, den beiden legitimierten Töchtern (s. u.) genehmigte dann 1822 der Großherzog, den Namen „von Lichtenberg“ zu führen, den auch die Mutter annahm; eine formale Erhebung in den Adelsstand ist nicht belegt, allerdings bekamen die Töchter (nicht jedoch die Mutter) 1883 ein Wappen mit Edelkrone verliehen.
Aus der ersten Ehe gingen sechs Söhne hervor, darunter:
- Franz Georg Albrecht Graf zu Erbach-Erbach (1844–1915) Standesherr, Abgeordneter
- Franz Arthur Graf zu Erbach-Erbach (1849–1908) Kammerdirektor, Abgeordneter

Aus der zweiten Beziehung gingen zwei bei der Heirat legitimierte Töchter hervor:
- Maria Franziska Luck, später von Lichtenberg (* 4. April 1871 in Wien; † 15. September 1940 in Köln-Lindenthal), verheiratet am 25. Mai 1890 in Saarbrücken mit dem Zoll- und Steuerbeamten Otto Friedrich Hermann Karl Bayer (1861–1914) aus Oppeln.
- Louise Antonie Luck, später von Lichtenberg (* 25. Oktober 1875 in Bornheim bei Frankfurt; † 29. Juli 1959 in Erbach), unverheiratet.

Brüder der ersten Ehefrau und damit Schwäger waren
- Raimund Alfred Friedrich Franz August Maximilian Graf zu Erbach-Fürstenau (1813–1874) Offizier, Abgeordneter
- Edgar Ludwig Friedrich Graf zu Erbach-Fürstenau (1818–1879) Oberst, Abgeordneter
- Wolfgang Ernst Hugo Graf zu Erbach-Fürstenau (1832–1894) Offizier, Abgeordneter

## Leben
Eberhard zu Erbach-Erbach erhielt zunächst Hausunterricht und besuchte dann von 1834 bis 1837 das Gymnasium in Gotha. Von 1837 bis 1838 studierte er Rechts- und Staatswissenschaften an der Universität Bonn und von 1838 bis 1840 an der Universität Heidelberg. Mit dem Tod seines Vaters 1832 erbte er die Standesherrschaften Erbach-Erbach und Wartenberg-Roth. Da er noch minderjährig war, war sein Onkel Friedrich Graf zu Erbach-Erbach zunächst sein Vormund. Im November 1839 erfolgte die Nachfolge in der Standesherrschaft.
Mit der Standesherrschaft verbunden waren Virilstimmen in der Ersten Kammer der Landstände des Großherzogtums Hessen (für Erbach-Erbach), der Ersten Kammer der Württembergischen Landstände (für Wartenberg-Roth) und der Kammer der Reichsräte in Bayern (für das erbachische Amt Wildenstein und das wartenberg-rothische Amt Steinbach) verbunden. Von 1834 bis 1836 wurde er in den hessischen Landständen durch seinen Onkel Friedrich Graf zu Erbach-Erbach vertreten. Von 1844 bis 1849 war er Abgeordneter als Standesherr in der 1. Kammer im 10.–11. Landtag des Großherzogtums Hessen (im 11. Landtag war er entschuldigt). Am 6. Dezember 1844 legte er seinen Abgeordneteneid ab. In Folge der Märzrevolution entfielen die Virilstimmen der Standesherren, wurden aber in der Reaktionsära wieder hergestellt. Von 1856 bis 1884 war er daher erneut Abgeordneter als Standesherr in der 1. Kammer im 15.–24. Landtag des Großherzogtums Hessen, zuletzt vertreten durch den Sohn Erbgraf Georg Albrecht zu Erbach-Erbach per Vollmacht vom 4. November 1883.
In Württemberg ruhte das Mandat bis zu seiner Volljährigkeit. Mit dem Verkauf der Standesherrschaft Wartenberg-Roth 1844 endete es. Seit 1854 war er erbliches Mitglied der Kammer der Reichsräte in Bayern. Im Jahr 1854 wurde er zum bayerischen Oberst à la suite ernannt.
Er ist in der gräflichen Familiengruft der Michelstädter Kirche beigesetzt.